# Anat (Göttin)

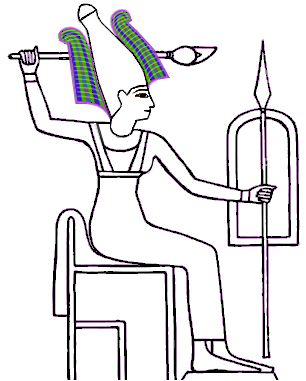
Ägyptische Darstellung von Anat als Kriegsgöttin

Anat oder Anath („Vorsorge“, „Vorsehung“, „Himmelswille“) ist eine altägyptische und eine altsyrische Göttin des Krieges, Schutzgöttin gegen wilde Tiere.
Neben ihrer Rolle als Kriegsgöttin fungiert Anat auch als Liebesgöttin. Wahrscheinlich ist diese Göttin ursprünglich nicht ägyptisch, sondern wurde durch vorderasiatische Immigranten nach Ägypten gebracht.

## Ugarittexte
Die mythologischen Texte von Ugarit geben uns ein genaueres Bild dieser Göttin. Sie ist die Tochter des Gottes El und der Aschera (Göttin) und soll mit ihrem Bruder Baʿal verheiratet sein; es wird auch der Seuchengott Reschef als ihr Gemahl genannt. Sie ist die Urmutter, aus der das Weltall und alle Götter hervorgegangen sind. Als Liebesgöttin verliert sie niemals ihre Jungfernschaft, obwohl sie Geliebte aller Götter ist.
Anat ist gleichzeitig Göttin des Lebens und des Todes. Sie kann grausam und blutrünstig sein und schmückt sich mit Schädeln und den Händen der von ihr Ermordeten.
Mot, der Gott des Todes und der Dürre, hatte ihren Bruder Baʿal in die Unterwelt gelockt, ihn dort sterben lassen und gab auch seine Leiche nicht heraus. Daraufhin stürzte Anat wutentbrannt in die Unterwelt, zerstückelte Mot mit einer Sense und verstreute dessen Überreste über die Welt; der dadurch erlöste Baʿal kam wieder auf die Erde und brachte neue Fruchtbarkeit über das Land. Der Mythos erinnert an Ischtar und Tammuz.
Es gibt auch Quellen, die Anat als außerordentlich grausam beschreiben, so habe sie alle Anhänger Baʿals abschlachten lassen, die nicht auch zu ihr beteten.

## Anat in Ägypten
Die semitische Göttin Anat ist seit dem Mittleren Reich in Ägypten bekannt, erlangte aber erst in der Ramessidenzeit (19. Dynastie) größere Bedeutung. Sie erscheint von Anfang an als kriegerische Göttin, die den König, seine Pferde und seinen Streitwagen beschützt. In ihrem Wesen zeigt sie also eine große Ähnlichkeit zu Astarte, mit der sie oft zusammen erwähnt wird. Entgegen der in der kanaanäischen Mythologie vorgesehenen Jungfräulichkeit Anats erscheint sie sogar als säugende Mutter des Königs, da sie nicht nur als Göttin des Sieges, sondern auch der Fruchtbarkeit galt. In privaten Inschriften wird Anat nur selten erwähnt, darunter insbesondere in mehreren mythologischen Texten wie zum Beispiel dem Streit von Horus und Seth.

## Bibel
In den biblischen Texten wird Anat nicht ausdrücklich erwähnt. Möglicherweise finden sich dennoch Anspielungen auf sie. Insbesondere die Identifizierung der „Königin des Himmels“ in Jeremia 7 und 44 mit Anat wurde diskutiert. Daneben findet sich Anat wieder im Personennamen Schamgar ben Anat und möglicherweise in den Ortsnamen Bet Anat und Anatot.

## Ikonographie
Anat wird in Ägypten mit einem doppelten Flügelpaar, zwei sogenannten Hathorlocken, abgebildet sowie zwei Hörnern, zwischen denen eine Sonnenscheibe steht. Dargestellt wird sie mit einem Schild, einer Streitaxt, einem Speer und einer hohen Krone mit Straußenfedern (auf manchen Darstellungen auch mit Helm und einem doppelten Flügelpaar).